# Хумка Зако
Хумка Чако (мађ. Csákó halom) или на појединим мапама Зако је курган у североисточној Бачкој. Ова хумка припада ланцу кургана који се ређају ободом лесне заравни (види: хумке Потисја), и то са обе стране Тисе, како у Бачкој тако у Банату. Положај хумке је такав, да са обронка лесног платоа Телечке гледа на огромну долину Тисе.
Овде, на узвишењу које мештани зову и Бергел 2001. године изграђен је локални меморијал због повезаношћу са догађајима 1686. године када су ови крајеви ослобођени од турака. На централном делу кургана се налази крст "Бобан" (мађ. Bóbán-kereszt) а до њега води кружни пут са спомен плочама на локалне историјске догађаје (поплава Тисе, долазак Турака, оснивање града Кањиже итд.). Према паганском сакралном предању на курган се сме пењати само кружно, док је равно пењање светогрђе. Брег је уједно симбол Трешњевца (мађ. Oromhegyes) и налази се у централном делу грба насеља, са приказом цркве која је овде стајала у средњем веку (Feel-Adryan, 13. век).

## Опис
Курган се због свог истакнутог положаја налази уцртан на старим мапама војних премера Аустријског царства. На истој локацији налази се и тригонометријска кота обележена са надмосрком висином од 105 m (што је чак 26 метара изнад нивоа Тисе).
Порекло кургана није познато (види: Курганска хипотеза), али је у околини пронађено остатака брушеног камена, који указују на присуство човека још у каменом добу.

## Порекло имена
Према усменом предању, након пада мађарске револуције распршени хајдуци мађарског бећара Шандора Роже у насталом метежу одлучили су да се бесправно населе на срески пашњак града Кањиже, који се простирао и у правцу Сенте и данашњег Трешњевца. Два локална племића срба – Шипош и Зако – су такође искористила прилику да своја имања распарцелишу и да их јефтино продају досељеницима. Према причи, земљопоседник Шипош је продао 6 ланаца оранице и лозе, а на ове парцеле су се почели насељавати сиромашни кметови, без икакве дозволе. Настала су села Шипош и Зако (мађ. Siposfalva, Zákóföld) која су 1857. већ бројала 437 становника. Настанку тих колонија противила се Кањижа, јер се тиме губила среска земља а из града је одлазила јефтина радна снага, али се насеље ипак ускоро осамосталило под називом Иђош код Орома (мађ. Oromhegyes).
Обзиром да се у непосредној околини одиграла тзв. "прва" Битка код Сенте, у знак сећања на ту Битку овде се редовно одржавају разне културне и уметничке манифестације у оквиру дана општине. Дан општине Кањижа је 20. октобар, дан победе над турцима, а уједно и датум настанка среза, уједињењем 13 Потиских насеља.

## Значај у савременој култури
Локални људи су на овом месту показали пример добре праксе чувања традиције, и ово је један од ретких кургана у Србији који су сачувани директном заслугом и напорима мештана. Трава је ошишана, околина чиста, инфраструктура одржавана, а само место освежавају приредбама и свечаностима.

### Културно-уметнички сусрети
У Трешњевцу делује уметничка радионица Креативна Кућа "Улмус" (мађ. Ulmus-alkotóház) коју је из сопствених снага, без икакве подршке, искључиво од дрвеног материјала подигао месни мајстор дрвореза Иштван Ердељи (мађ. Erdélyi István).
У Трешњевцу се редовно организује Међународни Камп дрвореза (мађ. Nemzetközi Fafaragó-tábor, Oromhegyes) чији је домаћин локално културно-уметничко друштво "Шандор Петефи" и удружење грађана "Улмус". Готови радови, клупе, дрвене скулптуре и украси које уметници праве на разне тематске задатке (свеци, спомен обележја, разни знаци) након кампа служе украшавању јавних места околњих насеља и у локалној заједници. Праве се и археоетнографски копљасти стубови – копје (мађ. koplyafa) – украшени симболичним елементима и исписани старим мађарским клинастим писмом. Једна композиција таквих постављена је и на кургану 2002. године са натписом: "Да би те памтио потомак, остави овде за собом знак! 20. октобар 2002. Скупштина општине Кањижа."

### Геокечинг
Место служи и као интернационална тачка геокечинга (енгл. geocatching).

### Меморијални натписи
На кружном меморијалу се налазе двојезична спомен-обележја (на мађарском и српском језику) следећих садржаја:
- 1093. Први писмени помен Кањиже
- До 1240. Цнеса је посед Опатије у Панонхалми
- 1332: Пристанишна Кањижа-трговиште
- XV. век: 1406. Горњи Адорјан добија право одржавања недељних вашара
- 1526: После битке код Мохача, Турци опустоше Потисје
- 1620: турски попис пореза. Насеља: Сентпетри, Мартонош, Ђекењтова
- Спомен-место прве победоносне битке против Турског угњетавања у региону (1686). Подигла Скупштина општине Кањижа на дан општине 20. октобра 2001.
- XVIII. век - 28. јун 1751. Привилегијом Марије Терезије организује се Потиски крунски дистрикт, Кањижа постаје паланка
- "Овим путем дозвољавам да се велика општина Мађарска Кањижа формира у град са уређеним сенатом..." - 31. марта 1908. године. Одлука бр. 10010/1908.

У животу малих локалних средина, ове су појединости важне. Победа над турцима је у том времену била равноправна у значењу са завршетком другог светског рата за савремену генерацију, с тим што је за слабији и малобројнији народ тај рат трајао читав век, када се живот практично угасио на овим просторима. Не заборавимо да се свуда у свету оглашавају црквена звона због ослобођења Београда 1456.
Историјска позадина ових написа је опште ослобођење краљевине Угарске, непосредно након ослобађања Будима, када је Карло Лотариншки у војној кампањи и са ових простора истерао Турке. Међутим, они су остали да владају са друге стране Тисе, до Мориша, и одатле су потиснути тек током друге, одлучујуће битке која се одиграла нешто ниже ка Сенти. У бици код Сенте 1697. године поражена је војска султана Мустафе другог, он се преко Темишвара повукао у Константинопољ, а ова битка је практично ослободила Европу од њих и довела до споразума у Карловцима 1699. године. Тек тада се народ полако враћао на опустошену равницу Војводине.

## Галерија
| - Панорама слатине Јароша - Поглед на хумку из правца Јароша - Отворена слатина у равни Тисе - Биљна заједница слатина (ass. Puccinellietum limosae) - Брег на ободу лесног платоа - Успон из правца села - Хумка Зако (Csákó) са спомен кругом и скулптурама - Тригонометријски стуб поред крста "Bóbán" - Спомен круг, са плочама - Поглед ка равни Тисе - Спомен-плоча ослобађања Потисја од турака - Глава хунског ратника - Споменик исклесан од дрвета - Текст који каже "Да би те памтио потомак, постави овде за собом знак!" - Околина чува богатство дивље флоре: на слици велики козобрад (Tragopogon dubius) - Табла у спомен првог псименог помена Кањиже - Спомен табла првом помену пристаништа Кањижа, као трговишта - Спомен-табла на 1751, када привилегијом Марије Терезије Кањижа постаје паланка - Спомен на први помен Потиских насеља током турског пописа 1620 |

## Белешке
1. ↑  Због тога јер је у то време већ постојао други Иђош, у централној Бачкој, близу Бачке Тополе.